# 떠돌이 개

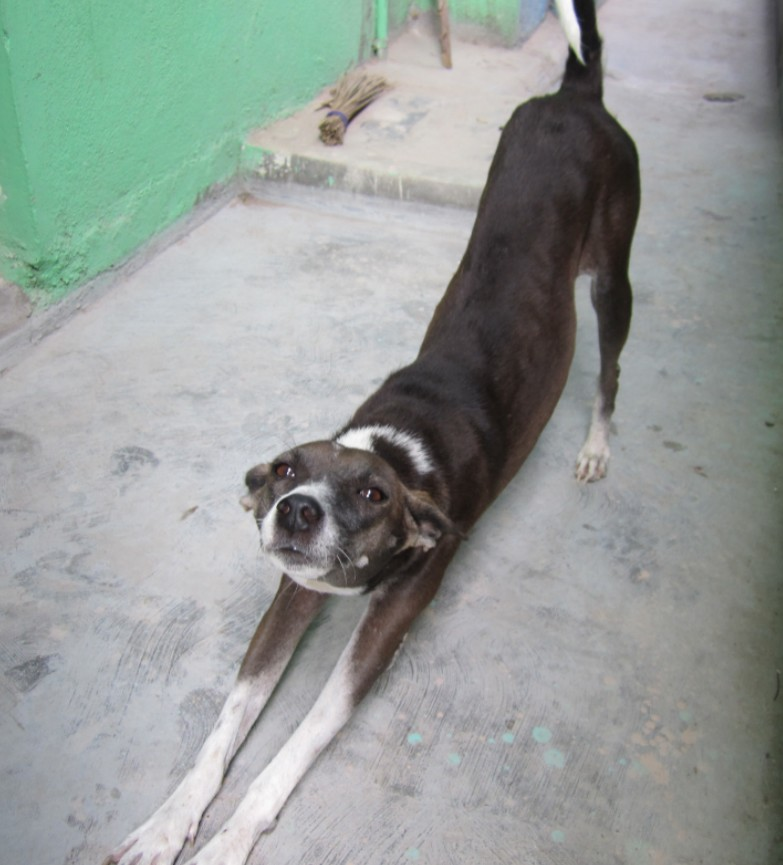
인도의 길거리 개

들개 또는 떠돌이 개 또는 야생견은 마당이나 집에만 국한되지 않는 개이다. 떠돌이 개에는 길거리 개, 마을 개, 들개, 길개 등이 포함되며 소유하거나 소유하지 않을 수 있다. 전 세계 개 개체수는 9억 마리로 추산되며, 그 중 약 20%가 애완동물로 간주되어 사육이 제한되고 있다.
한국에서는 주인 없이 여기저기 돌아다니는 개를 들개나 야견이라고 부른다.

## 기원
인간과 함께 사는 개는 역동적인 관계로, 개 대부분이 시간이 지남에 따라 어느 단계에서 인간과의 접촉을 잃게 된다. 이러한 접촉 상실은 가축화 이후 처음 발생했으며 역사 전반에 걸쳐 반복되었다.
전 세계 개 개체 수는 9억 마리로 추산되며 계속 증가하고 있다. 선진국에서는 애완견의 17~24%가 "개는 인간의 가장 친한 친구"라고 알려져 있지만, 개발도상국에서는 애완견은 흔하지 않지만 마을, 공동체 또는 야생견이 많이 있다. 이 개들 대부분은 청소부로 살아가며 인간의 소유가 된 적이 없다. 한 연구에 따르면 낯선 사람이 접근했을 때 가장 흔한 반응은 도망가거나(52%) 공격적으로 반응하는 것이다(11%). 개 인지에 관한 현대 연구의 대부분이 인간의 집에 사는 애완견에 초점을 맞추고 있기 때문에 이러한 개들, 또는 야생에 있거나 길을 잃거나 보호소에 있는 선진국의 개들에 대해서는 알려진 바가 거의 없다.

## 같이 보기
- 야생화된 고양이
- 반려견
- 떠돌이 개 (영화)
- 유기동물

## 참고 문헌
- Beck, Alan M., "The Ecology of Stray Dogs: A Study of Free-Ranging Urban Animals" (1973). Purdue University Press Books.